# Dalbergia palo-escrito
Dalbergia palo-escrito är en ärtväxtart som beskrevs av Jerzy Rzedowski. Dalbergia palo-escrito ingår i släktet Dalbergia, och familjen ärtväxter. Inga underarter finns listade i Catalogue of Life.